# Hammamet (ort i Algeriet)
Hammamet är en ort i Algeriet.   Den ligger i provinsen Tébessa, i den nordöstra delen av landet, 500 km öster om huvudstaden Alger. Hammamet ligger 878 meter över havet och antalet invånare är 28 536.
Terrängen runt Hammamet är kuperad söderut, men norrut är den platt. Runt Hammamet är det ganska glesbefolkat, med 50 invånare per kvadratkilometer. Närmaste större samhälle är Tébessa, 16,3 km öster om Hammamet. Trakten runt Hammamet består till största delen av jordbruksmark.